# Omegophora armilla
Omegophora armilla es una especie de peces de la familia Tetraodontidae en el orden de los Tetraodontiformes.

## Morfología
Los machos pueden llegar alcanzar los 25 cm de longitud total.

## Hábitat
Es un pez de mar y, de clima templado y demersal que vive hasta los 146 m de profundidad.

## Distribución geográfica
Se encuentra al sur de Australia: desde el sur de Australia Occidental hasta el sur de Nueva Gales del Sur y Tasmania.

## Observaciones
No se puede comer ya que es  venenoso para los humanos.